# Nematocryptus infirmus
Nematocryptus infirmus är en stekelart som först beskrevs av Tosquinet 1896.  Nematocryptus infirmus ingår i släktet Nematocryptus och familjen brokparasitsteklar. Inga underarter finns listade i Catalogue of Life.